# Elephantulus intufi
Elephantulus  intufi — вид ссавців родини Стрибунцеві (Macroscelididae). Вид поширений у Анголі, Намібії, Ботсвані та ПАР. Зустрічається в пустелях та напівпустелях.